# Красна Гірка (Григоріопольський район)
Красна Гірка (рос. Красная Горка; рум. Crasnaia Gorca) — село в Григоріопольському районі в Молдові (Придністров'ї). Входить до складу Григоріопольської міської ради.
Станом на 2004 рік у селі проживало 11,5% українців.
Біля цього села, на початку 1980-х років радянська влада розглядали проєкт будівництва АЕС. Були проведені дослідження можливості будівництва і навіть здійснені початкові фундаментні роботи, але аварія на Чорнобильській АЕС у 1986 році зупинила проєкт.